# 바라주딘 막사 포위전
바라주딘 막사 포위전 또는 현지에서의 명칭 바라주딘의 전쟁의 날(크로아티아어: Varaždinski dani rata 바라주딘스키 다니 라타)은 크로아티아 독립 전쟁 시기 바라주딘과 그 주변의 유고슬라비아 인민군(JNA) 막사 및 기타 군 시설을 봉쇄하고 점령한 사건이다. 1991년 9월 14일 봉쇄가 시작되어 이후 빠르게 전투로 확대되었고 9월 22일에 유고 인민군 주둔군이 항복하며 끝났다. 이 전투는 크로아티아군이 크로아티아 내 병영에 주둔한 유고 인민군 부대를 고립시키거나 막사를 점령해 초기 크로아티아군에게 필요한 무기를 얻기 위한 시도로 시작된 막사 전투의 한 단락이다.
포위한 병력은 여러 막사, 무기고, 기타 시설에 분산되어 배치된 바라주딘 내 유고 인민군 주둔군보다는 수적으로 우세했지만 화력은 유고 인민군 측이 더 강했다. 포위전 며칠간 소규모 유고 인민군 진지가 점령되자 전세가 크로아티아 측으로 기울었고 결국 유고 인민군 제32군단 본부와 막사 하나만 유고 인민군 측에 남고 나머지는 전부 함락되었다. 이 시점에서 인민군 제32군단 사령관인 블라디미르 트리푸노비치 소장과 바라주딘 지방정부는 도시 내에 남아 있는 인민군 병력은 항복하되 떠나고자 하는 모든 병력은 무기를 남겨두고 퇴출하기로 합의했다.
인민군 32군단이 가지고 있던 무기 노획은 막사 전투에서 가장 큰 성과였으며, 크로아티아군의 역량을 크게 강화하는 계기가 되었다. 크로아티아를 떠난 후 트리푸노비치는 크로아티아 정부에게 전쟁 범죄 혐의로 기소되었고, 포위전 전후로 크로아티아군 6명이 전투 중 사망했으며 수십 명의 크로아티아 민간인이 부상을 입은 혐의로 궐석재판을 받고 유죄 판결을 받았다. 또한 유고슬라비아 정부에게도 반역죄로 기소되었으나 이후 사면되었다. 2013년에는 크로아티아의 전범 재판 유죄 판결에 대한 재심을 신청했으나 절차가 진행되기 전에 사망했다.

## 배경
1990년 크로아티아 사회주의 공화국에서 열린 민주 총선에서 크로아티아 민주연합(HDZ)이 대승을 거두자 크로아티아 내 크로아트인과 세르브인 사이 민족 갈등이 심화되기 시작했다. 유고슬라비아 인민군은 저항을 최소화하기 위해 크로아티아 내 영토방위군(TO)의 무기를 전부 압수했다. 8월 17일에는 민족 분쟁이 세르브계 크로아티아인의 대대적인 반란으로 번져 주로 세르브계가 다수 거주하는 달마티아고원 내륙 크닌(스플리트에서 동북쪽으로 60 km 떨어짐) 주변 지역, 리카, 코르둔, 바노비나, 크로아티아 동부 일부 지역에 반란이 일어났다. 1991년 1월 몬테네그로와 세르비아 내 자치주인 보이보디나, 코소보의 지원을 받은 세르비아는 크로아티아 보안군을 무장 해제시키기 위한 유고 인민군의 작전을 유고슬라비아의 대통령직단에게 승인을 받으려 시도했으나 실패했다. 이 요청은 거부되었고 3월에는 세르브계 반군과 크로아티아 특수경찰인 루치코 대테러부대 사이 유혈 충돌이 발생하자 유고 인민군은 연방 대통령직에게 전시 권한을 부여하고 비상사태를 선포하라고 요청했다. 이 요청은 세르비아와 동맹의 지지를 받았으나 3월 15일 유고 인민군의 요청도 거부되었다. 세르비아의 대통령 슬로보단 밀로셰비치는 크로아티아와 함께 유고슬라비아 연방을 유지하는 것보다 세르비아를 확대하는 방향을 더 선호하면서 유고 인민군을 세르비아군으로 바꿔버리겠다고 공개적으로 위협하고 연방 대통령직의 권위를 더 이상 인정하지 않겠다고 선언했다. 이 위협으로 유고 인민군은 유고슬라비아 연방을 존속시키는 계획을 포기하고 세르비아를 확대하는 밀로셰비치 통제 하로 들어갔다. 3월 말에는 분쟁이 격화되며 첫 충돌 사망자가 발생했다. 4월 초 크로아티아 내 세르브인 반군 지도자들은 자신이 통제하는 지역을 세르비아와 합병하겠다고 발표했다. 크로아티아 정부는 이들을 분리독립 반란군으로 규정했다.
1991년 초 크로아티아에는 군대가 없었다. 크로아티아는 국방력 강화를 위해 경찰 수를 2만명으로 증원했다. 크로아티아 경찰에서 가장 강력한 힘을 지닌 부대는 사실상 군사 부분을 따라 조직된 12개 대대 3천명 인원의 크로아티아 특수경찰이었다. 또한 16개 대대, 10개 중대로 된 9천~1만명 규모의 각 지역별 예비경찰부대도 있었으나 무기가 부족했다. 상황이 악화되자 크로아티아 정부는 5월에 특수경찰 부대를 4개의 전문근위여단으로 확대하여 크로아티아 국가방위군(ZNG)을 창설했다. 국가방위군은 크로아티아 국방부의 통제 하에 퇴역했던 유고 인민군 장군 마르틴 슈페겔이 지휘했으며 4개 여단 약 8천명 병력으로 구성되었다. 예비경찰도 4만명으로 확대되어 ZNG 소속으로 편입되어 19개 여단과 14개 독립대대로 조직되었다. 근위여단은 ZNG 중 소화기를 완벽하게 갖춘 유일한 부대였으나 국가방위군 전체에 중화기는 부족했고 여단급 이상 지휘통제구조는 열약했다. 중화기 부족이 너무 심각해서 국가방위군은 박물관이나 영화 스튜디오에서 가져온 제2차 세계 대전 시기 무기도 사용했다. 당시 크로아티아의 무기 비축량은 해외에서 구입한 소화기 약 3만정과 경찰이 기존에 보유하고 있던 소화기 15,000정이 있었다. 근위여단에서 손실한 병력을 대체하기 위해 약 1만명 규모의 강력한 신규 경찰 병력도 충원되었다.

## 전조
1991년 1월부터 9월까지 크로아티아가 바라본 세르브계의 반란에 대한 유고 인민군의 역할 시각은 점차 달라졌다. 크로아티아의 대통령 프라뇨 투지만은 최초에 미국과 유럽 경제 공동체로부터 지원을 얻어내는 걸 목표로 했고 크로아티아 내 유고 인민군 막사와 무기고를 점령하라는 조언을 무시했다. 슈페겔은 1990년 말에 처음으로 유고 인민군 막사와 무기고 점령을 주장했고, 1991년 초중반에 투지만에게 이 계획을 다시 촉구했으며 1991년 6~7월 사이 열흘 전쟁이 진행되어 유고 인민군이 슬로베니아의 국토방위군과 교전할 때 이를 시행하자고 주장했다. 7월에는 슈페겔 후임으로 국방장관에 취임한 시메 조단도 슈페겔의 요청에 적극 호응했다. 슈페겔은 이후에도 국가방위군을 계속 지휘했다.
투지만은 크로아티아가 유고 인민군과의 전쟁에서 승리할 수 없다는 생각에 되도록 먼저 공격하지 말자는 생각을 가졌다. 유고 인민군의 행동은 세르브계 군사와 조율이 되어 있는 것처럼 보였으나 국가방위군은 방어에만 국한해 행동했다. 세르브계 민병대와 국가방위군 간의 무력 충돌 이후 유고 인민군이 완충지대를 설정할 때 세르브계 군사가 국가방위군이 영토를 잃은 후에야 유고 인민군이 개입하고 완충지대 설정 후 세르브계 군사가 유고 인민군이 오기 전에 사실상 점령 지역을 통제하는 일이 반복되며 이런 인상이 강해졌다. 유고 인민군은 세르브계 민병대에게 무기를 제공했으며, 또한 민병대의 무기 대부분은 세르비아 국토방위군과 내무군의 무기고에서 유입되었다.
1991년 7월에는 스페겔과 조단의 요구가 의회 토의에 회부되었는데 당시 많은 크로아티아 국회의원이 이 안을 지지했다. 이 때문에 투지만 대통령은 조단을 국방부 장관으로 임명한 같은 달에 국방장관에서 해임시켰고 슈페겔도 8월 3일 군사 지휘관 직에 사임했다. 하지만 유고 인민군이 버러녀에서 크로아티아 국가방위군을 축출하고 오시예크, 부코바르, 빈코브치 주변에서 간헐적인 전투가 일어나는 등 크로아티아 동부의 상황이 악화되어 손실이 늘어나고 유고 인민군이 세르브계 군사를 적극적으로 지원했다는 확신이 커지면서 투지만은 행동에 나섰다. 8월 22일 투지만은 유고슬라비아 연방군에게 이달 말까지 모든 군사를 병영으로 철수시키라는 최후통첩을 보냈다. 유고 인민군이 최후통첩에 응하지 않을 경우 크로아티아가 이를 점령군으로 간주하고 상응하는 조치를 취하겠다고 명시했다. 9월 1일에는 유럽 공동체가 휴전을 제안했고 투지만은 최후통첩에도 불구하고 유고슬라비아 대통령직과의 평화 회담을 수락했다. 9월 7일 회담이 시작되었으나 불과 나흘 후 유고슬라비아 대통령직의 크로아티아측 대표이자 대통령직 의장인 스체판 메시치는 유고 인민군에게 48시간 내에 병영으로 모두 복귀하라고 명령했다. 이 조치는 국가방위군이 땅을 뺏기면 더 이상 회담에 나서지 않을 것 같은 투지만의 인상을 보고 내린 결정이었다. 이 명령은 대통령직 다른 위원이 이의를 제기했으나 크로아티아는 반대로 유고 인민군에게 공개적으로 맞설 명분이 생겼다.
크로아티아의 총리 프라뇨 그레구리치는 투지만에게 슈페겔의 계획을 실행하자고 제안했다. 안톤 투스 장군에 따르면 투지만이 9월 12일 국가방위군에게 유고 인민군 막사를 점령하라고 명령했지만 다음 날 이 명령을 취소했다. 이 명령은 9월 14일 투스가 국가방위군에게 시간이 부족하다며 투지만에게 명령을 재승인해 달라고 요청하고 나서 다시 명령이 내려졌다. 같은 날 크로아티아 국가방위군과 경찰은 접근 가능한 모든 유고 인민군 시설을 봉쇄하고 전기, 수도 등을 차단하며 막사 전투가 시작되었다. 이와 동시에 크로아티아 내에 있는 33곳의 대규모 유고 인민군 주둔지가 봉쇄되었고 국경초소와 무기 및 탄약고같은 수많은 소규모 시설도 봉쇄되었다.

## 전투 서열
바라주딘은 소장 블라디미르 트리푸노비치가 지휘하는 유고 인민군 제32군단의 주둔지이다. 군단 본부 외에 도시 안팎으로 여러 인민군 시설이 소재했다. 이 중 가장 중요한 시설은 바라주딘 도시 내에 있었는데 베리슬라브 포포브 대령의 제32기계화여단이 주둔한 칼니치키 파르티자니 막사와 블라디미르 다비도비치 중령의 제32혼성포병연대가 주둔한 얄코베치케 주르트베 막사이다. 군단의 작전책임구역은 바라주딘과 그 인근 지역으로 확대되어 다른 주요 전투부대가 주둔했다. 이 중 가장 중요한 부대는 차코베츠의 제32공병연대, 크리제브치의 제411혼성대전차연대, 코프리브니차의 제73차량화여단, 벨로바르의 제265기계화여단, 비로비티차의 제288혼성대전차포병여단이다. 바라주딘 내에는 인민군 약 1천명의 병력이 주둔했으며 바라주딘의 유고 인민군은 크로아티아 내에서 두 번째로 큰 규모의 주둔군이다. 그럼에도 유고 인민군은 모든 군 시설을 확보하기에 충분한 병력을 가지지 못했다.
바라주딘과 차코베츠 인근의 크로아티아군은 크로아티아 국가방위군(ZNG) 640명(자그레브에서 증원된 60명 포함)과 경찰 100명, 인민보호군단(나로드나 자슈티타) 300명과 수백명의 무장한 민병대로 구성되었다. 국가방위군 부대는 제104여단과 제1근위여단 제5대대 산하에 속해 있었으나 무장이 좋지 못했다. 소화기 외엔 박격포 17문, 9M14 말륫카 대전차 미사일 2개, 12.7 mm 대공기관총 2문, 병력수송장갑차 4대만 보유했다. 처음에는 도시 내 크로아티아군의 지휘권이 통합되지 않았고 크로아티아군 참모총장인 젤리미르 슈카레츠 중장은 조정 역할만 했다.

## 전개

### 첫 교전

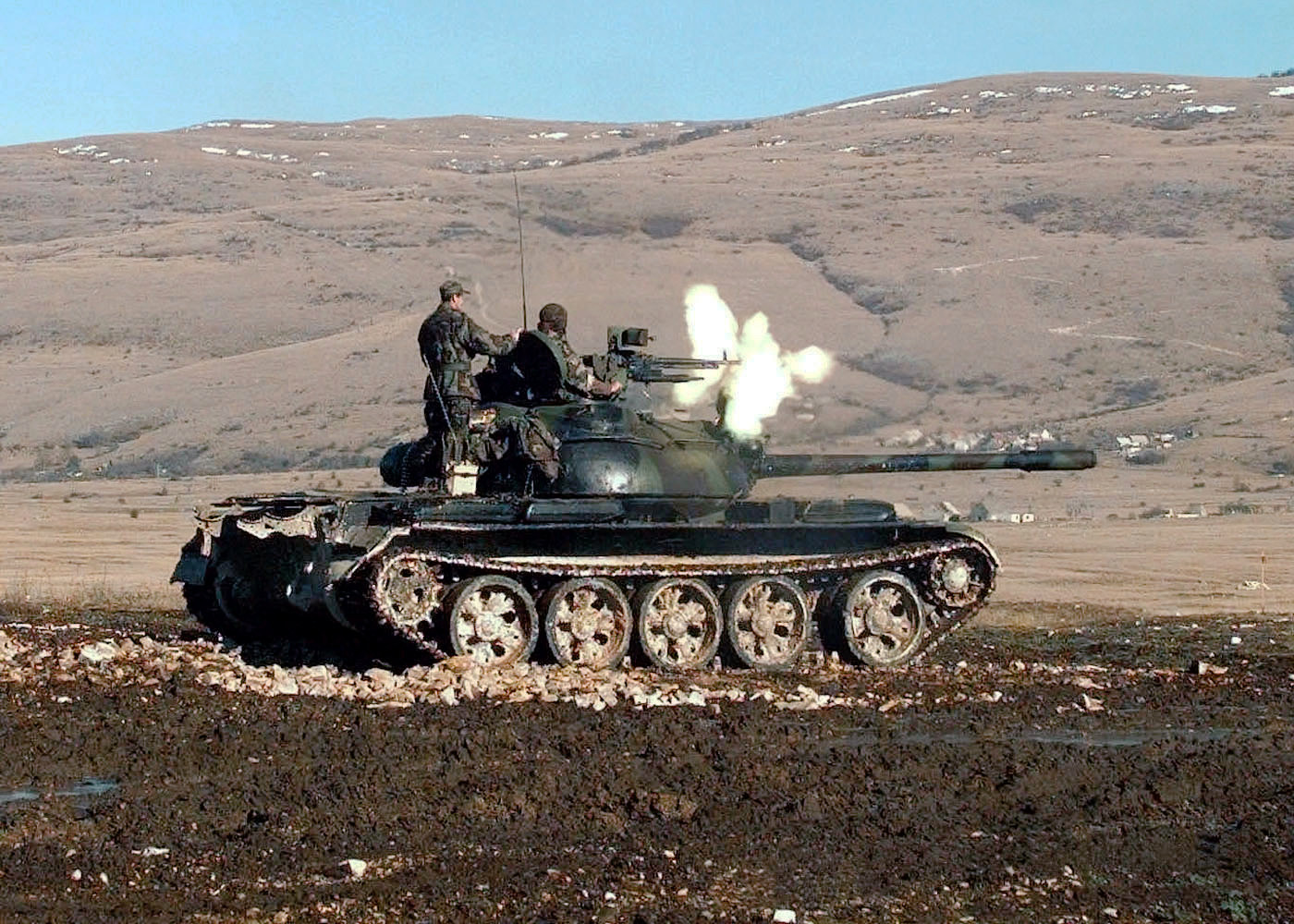
크로아티아 국가방위군은 바라주딘 막사에서 유고 인민군의 T-55 전차 74대를 노획했다.

1991년 9월 13일 바라주딘과 인근의 인민군 시설 봉쇄 명령이 내려졌고 다음 날 군 시설과 막사가 봉쇄되기 시작했다. 이에 대응해 군단 사령부는 크로아티아군에 군 시설 봉쇄를 풀고 인민군 군용 차량이 자유롭게 이동할 수 없다면 더 이상 평화를 보장할 수 없다고 선포했다. 다음 날인 9월 15일 군단은 방어할 수 없는 모든 소규모 군 시설에서 철수하기 위한 준비를 시작했다. 동시에 군단 사령부와 바라주딘 지방 정부 간 협상이 시작되었다. 15시 30분에는 유고슬라비아 공군이 바라주딘 비행장을 공격했다. 이 공습은 헝가리 마을인 너지커니저에서 무기를 운송하던 수송능력 1.5톤의 개조된 안토노프 An-2 농업기 비행을 방해하기 위해 시행했다. 공습은 젤랴바 공군기지에서 이륙한 항공기 2대로 이루어졌으며 바라주딘 마을 바로 위에서 음속장벽을 뚫고 소닉붐을 일으키며 비행장을 폭격했다. 폭탄 하나가 지상에 주기되어 있던 An-2 1기를 파괴하고 활주로를 손상시켰고 두 번째 폭탄은 인근 풀밭에 떨어졌다.
16시 50분에서 17시 7분 사이에는 군단 사령부와 인근 경찰 검문소 사이 소화기 교전이 일어났고 17시 35분에는 제32기계화여단이 박격포 공격을 시작했다. 박격포는 경찰서와 주변 건물, 인근 네델랴네츠 마을에 있는 변전소를 표적으로 떨어졌다. 바라주딘 지방 정부는 즉시 유럽 공동체 구유고슬라비아 감독 활동에 도시가 공격받았음을 보고했다. 9월 16일부터는 유고 인민군의 시가지 포격이 바라주딘–차코베츠 도로의 드라바강 다리로 이어지는 여러 거리의 교차로와 접근로로 확대되었다. 드라바강 접근로 포격의 경우 전체 작전 기간 유고 인민군을 향해 약 150발의 포탄을 발사한 크로아티아 국가방위군 박격포 부대를 향한 대포병사격에 해당한다. 9월 16일 밤까지 유고 인민군 제32기계화여단의 장교와 병사 42명이 탈영했다. 인민군은 차코베츠에서 루드브레그까지 헝가리 국경을 따라 배치된 국경수비대에게 군 시설 주변에 지뢰를 매설한 다음 헝가리로 월경해 헝가리 정부에 항복하라고 명령했다.

### 격화되는 전투

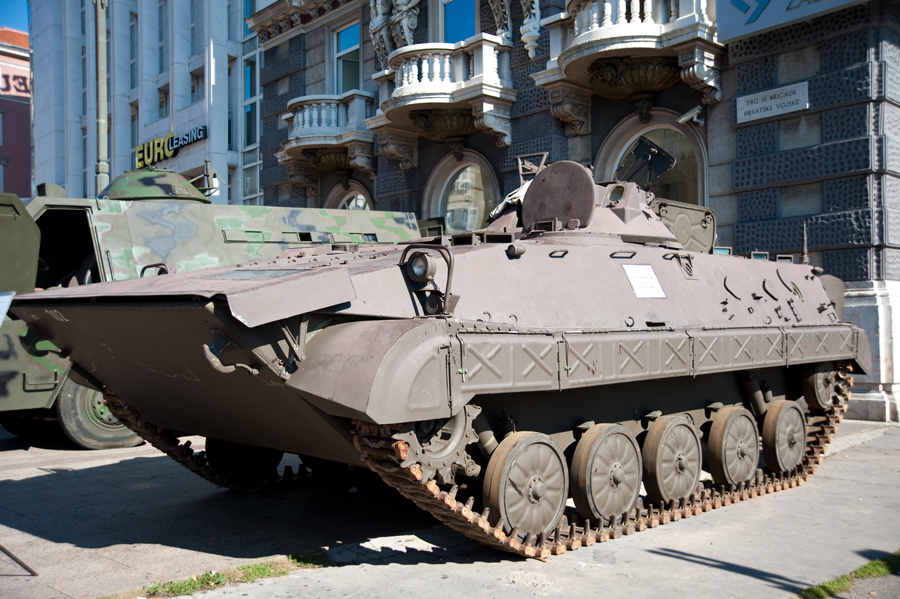
크로아티아군은 바라주딘 막사를 장악하고 BVP M-80 보병전투차 48대를 노획했다.

9월 17일 제104여단 사령관인 대령 이반 루클리치가 바라주딘 내 모든 크로아티아군을 지휘하기 시작했다. 유고슬라비아 공군은 며칠 전 바라주딘에 수행한 공습을 모방해 차코베츠의 비행장도 동일하게 공격했다. 이날 저녁 바라주딘에서 포위전 중 가장 치열한 전투가 벌어졌고 104여단은 봉쇄를 얼마나 오랫동안 유지할 수 있을지 불확실하다고 보고했다. 그날 크로아티아군은 차코베츠, 크리제브치, 비로비티차의 항복한 유고 인민군에게서 노획한 무기를 증원받았다. 바라주딘 내에서는 15. 마이 막사에 주둔한 인민군 제32군단의 군단급 부대가 이날 국가방위군에게 항복했다. 다음 날 크로아티아군이 바라주딘 내의 소규모 인민군 군 시설을 점령하며 전투가 다시 격화되었고 도시 내에 남은 유고 인민군 장악 기지는 군단 사령부, 칼니치키 파르티자니 막사, 얄코베치케 주르트베 막사만 남았다. 전투 과정에서 크로아티아 국가방위군 병사 1명이 사망했고 인민군 장교 9명과 병사 30명이 포로가 되었다.
9월 19일 크로아티아군은 제32기계화여단 포병과 포병관측반 사이 무선 통신을 차단하고 자체 송신기를 설치해 하이잭하여 유고 인민군 포병에게 얄코베치케 주르트베 막사 포격을 지시했다. 이 속임수는 다비도비치를 속여 국가방위군이 실제보다 더 강력한 화력을 가지고 있도록 착각하도록 하기 위함이었다. 계획은 성공했고 그 날 국가방위군 병력이 막사 건물에 들어오자 제32혼성포병연대(장교 4명, 병사 196명)가 항복했다. 9월 19일 밤 늦게 크로아티아 경찰과 제104여단 제3대대는 바라주딘 인근 반슈치나 마을에 있는 바라주딘브레그 무기고를 확보하고 인민군 사령관은 무기고와 주둔군 60여명을 저항 없이 항복했다. 인민군 무기가 탈취되며 제32군단 지휘관에게 항복을 설득할 때 협상장에서 크로아티아의 입지가 커지는 계기가 되었다.

### 인민군 주둔군의 항복

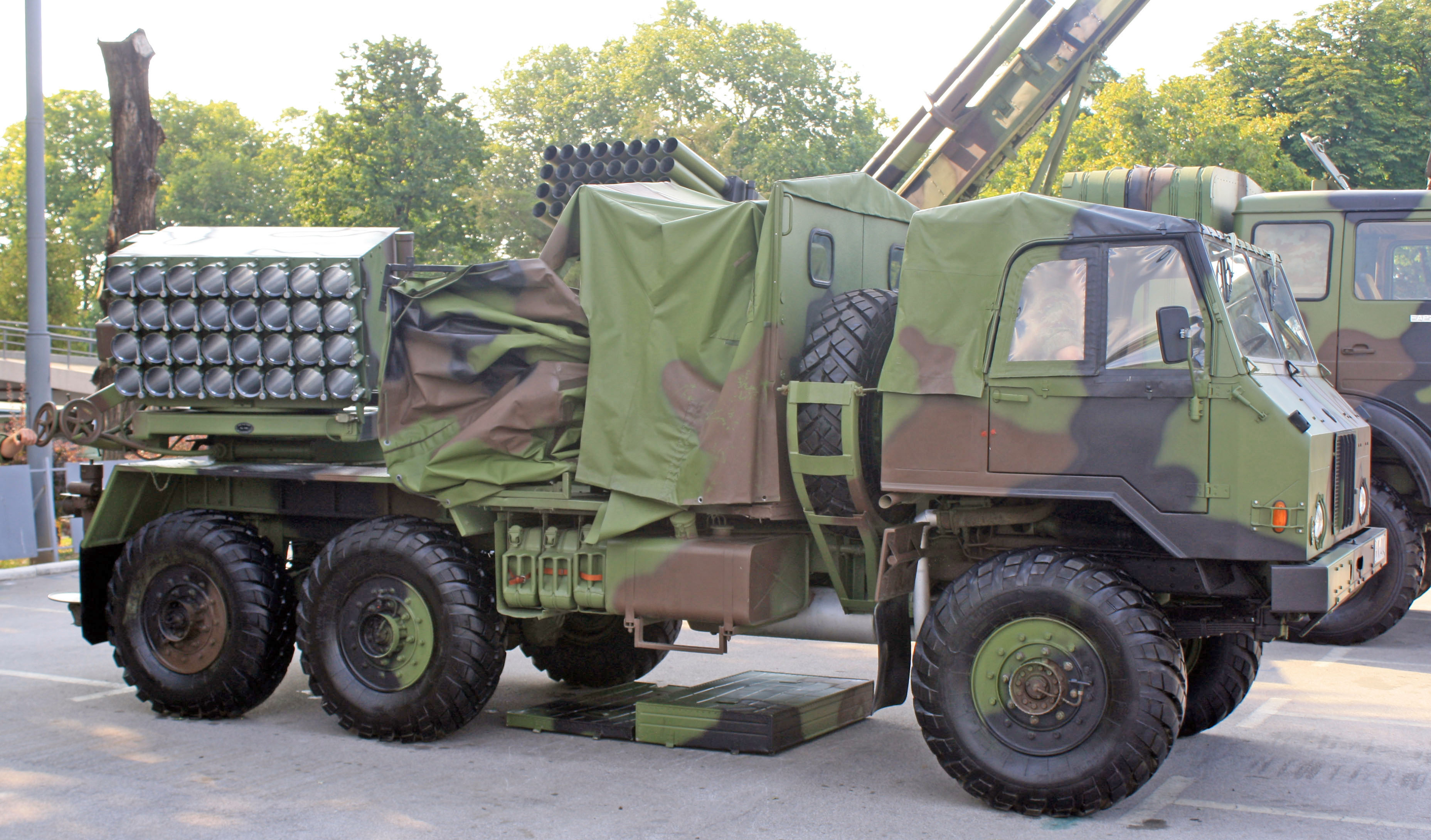
크로아티아군은 M-63 플라멘 다연장 로켓 발사기 6대를 노획했다.

봉쇄는 이틀 더 이어졌고 크로아티아군과 인민군 부대 간 충돌이 계속 이어졌다. 9월 21일 제32군단은 어려운 상황에 처했다. 무기고와 탄약고를 전부 잃었고 제32기계화여단 기지를 제외한 모든 막사도 점령되어 더 이상 저항할 수 없다고 보고했다. 또한 남은 병력이 집단 탈영할 가능성도 있다고 언급했다. 트리푸노비치에 따르면 자신의 직속상관이자 제5군구 사령관인 중장 지보타 아브라모비치에게 항복 의사를 알린 경우가 많다. 아브라모비치는 트리푸노비치에게 알아서 판단해서 행동하라고 명령했다.  크로아티아군은 9월 22일 아침 최후통첩을 발표해 도시 내 인민군 부대에게 항복하고 병사들이 크로아티아를 "명예롭게" 떠날 기회가 있다고 말했다. 트리푸노비치는 11시에 크로아티아군의 조건을 모두 수락했다.

## 여파

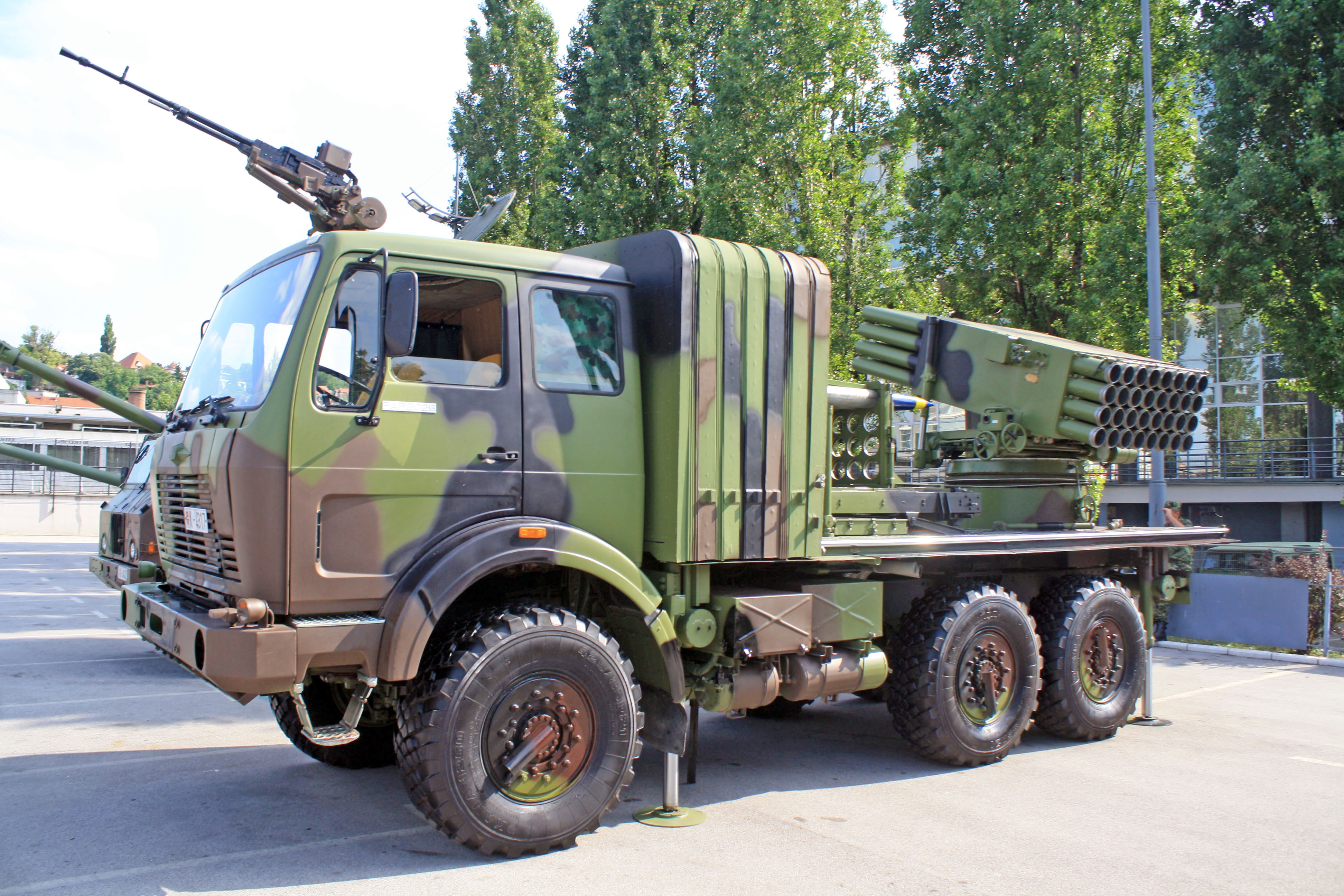
바라주딘 막사에서 크로아티아군은 M-77 오간 MRL 4대를 노획했다.

전투 중 유고 인민군 장교 1명과 부사관 1명이 사망했으며 인민군 병사 15명이 부상을 입었다. 크로아티아군은 2명이 사망했으며 24명이 부상을 입었다. 민간인 2명도 전투 중 사망했다. 유고 인민군 장교와 병사 약 1천여명이 크로아티아 국가방위군에 항복했다. 바라주딘에 거주하는 장교와 그 가족 및 크로아티아를 떠나길 원하는 병사 450명이 12대의 버스와 여러 승용차로 구성된 호송대를 타고 세르비아로 이동했다. 호송대는 경찰이 호위했고 바라주딘 지방 정부 대표단 2명이 호송대의 안전한 통과 보장을 위해 인질로 동행했다. 인질 중 한 명은 라디미르 차치치로, 그는 20년 후 크로아티아의 부총리가 되었다.

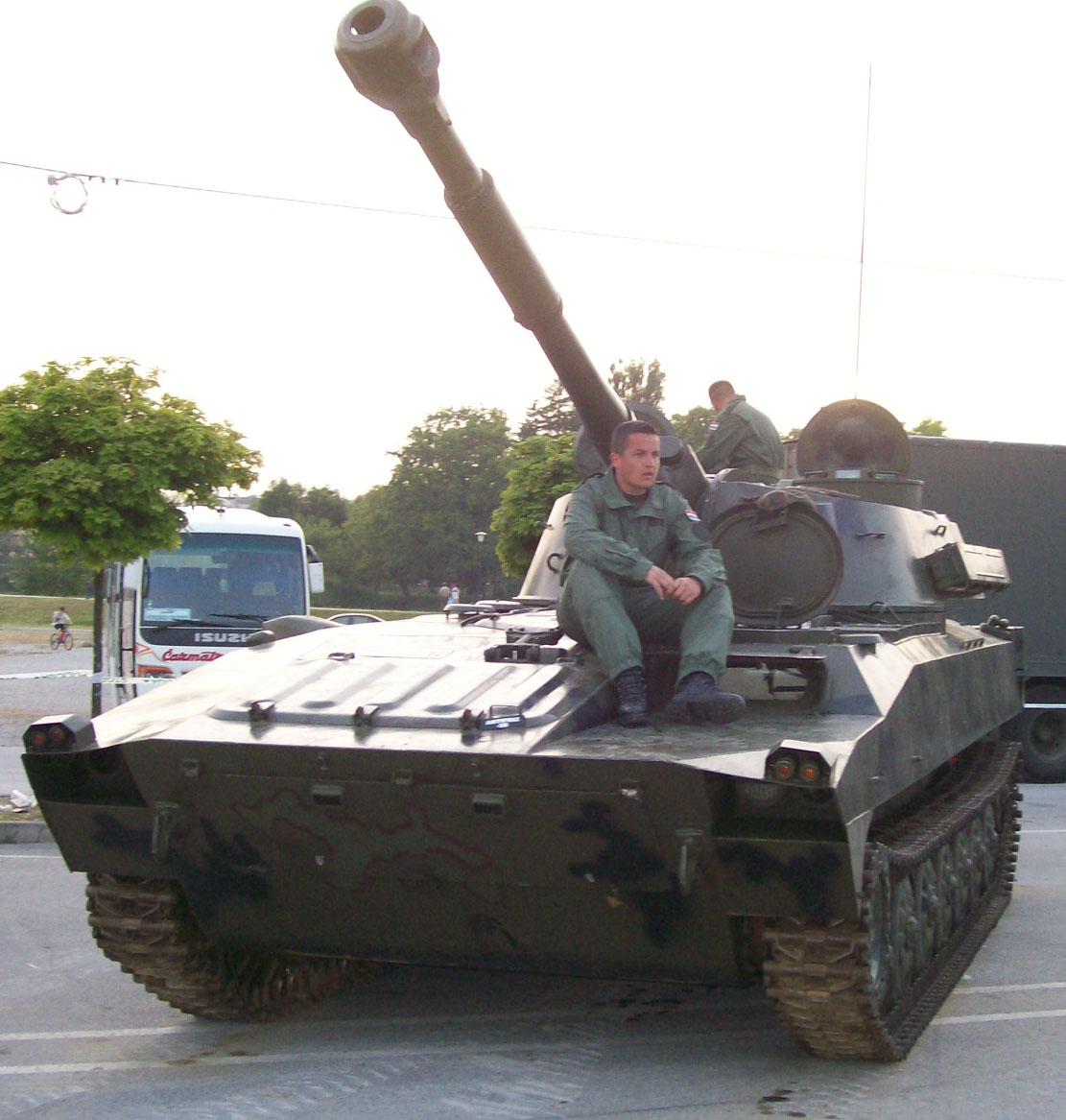
바라주딘 막사에서 크로아티아군은 2S1 그보즈디카 자주포 6대를 노획했다.

크로아티아 국가방위군은 T-55 전차 75대, PT-76 수륙양용 경전차와 같은 특수목적차량 10여대, 장갑구난차 1대, 가교전차 1대, BVP M-80 보병전투차 48대, 자주대공포 18문, 2S1 그보즈디카 자주포 6대, M-63 플라멘 6대, M-77 오간 다연장 로켓 발사기 4대, 155 mm 포 18문, 152 mm 포 12문 및 견인차량, 100 mm 이하 구경의 포 180여문, 60 mm, 82 mm, 120 mm 박격포 여러 문, 소화기 25,000정, 차량 및 공병장비 250대, 대량의 통신 장비 및 수십만 톤의 탄약을 노획했다. 무기 일부는 항복 직전 트리푸노비치의 명령에 따라 파괴되었다. 노획된 무기는 동슬라보니아, 리카, 달마티아에 배치된 부대에 전해졌고 일부는 신규 국가방위군 부대 무장에도 사용되었다.
유고 인민군이 장악한 마지막 막사와 32군단 사령부가 항복했을 때 군단의 작전책임영역 내에는 벨로바르와 코프리브니차 2개 대형 기지만 인민군이 장악하고 있었다. 인민군의 벨로바르 막사는 일주일 후 국가방위군이 점령에 성공했고 코프리브니차 막사는 하루만에 항복했다. 바라주딘과 주변의 인민군 막사, 특히 32군단 무기고 점령은 크로아티아군 무장에 중요한 역할을 했다. 바라주딘에서는 막사 점령일을 매년 기념하고 있으며 현지에서는 "바라주딘의 전쟁의 날"이라고 부른다.
크로아티아에서는 트리푸노비치에 전쟁 범죄 혐의가 제기되어 군인과 민간인 총 6명이 사망하고 37명에게 추가로 부상을 입힌 혐의로 기소되었다. 1991년에서는 크로아티아 법원에서 궐석재판이 열렸고 유죄가 인정되어 징역 15년형을 선고받았다. 1994년에는 유고슬라비아 정부가 트리푸노비치를 인민군 32군단 전체를 크로아티아 국가방위군에 넘긴 혐의로 반역죄로 기소되었다. 트리푸노비치는 유죄 판결을 받고 징역 11년형을 선고받았다. 1996년 초 트리푸노비치가 사면되고 석방되어 유고슬라비아 정부는 2년간 감옥에서 보낸 보상금으로 62,000유로를 지급했다. 2013년에는 트리푸노비치가 크로아티아에 공식적으로 재심을 요청했다. 하지만 재심 절차가 끝나기 전인 2017년 1월 사망했다.

## 참고 문헌
서적
- Bjelajac, Mile; Žunec, Ozren (2009). 〈The War in Croatia, 1991–1995〉.   Charles W. Ingrao; Thomas Allan Emmert. 《Confronting the Yugoslav Controversies: A Scholars' Initiative》. West Lafayette, Indiana: Purdue University Press. ISBN 978-1-55753-533-7.
- Central Intelligence Agency, Office of Russian and European Analysis (2002). 《Balkan Battlegrounds: A Military History of the Yugoslav Conflict, 1990–1995》. Washington, D.C.: Central Intelligence Agency. ISBN 9780160664724. OCLC 50396958.
- 《Eastern Europe and the Commonwealth of Independent States》. London, England: Routledge. 1999. ISBN 978-1-85743-058-5.
- Hoare, Marko Attila (2010). 〈The War of Yugoslav Succession〉.   Ramet, Sabrina P. 《Central and Southeast European Politics Since 1989》. Cambridge, England: Cambridge University Press. 111–136쪽. ISBN 978-1-139-48750-4.
- Mesić, Stjepan (2004). 《The Demise of Yugoslavia: A Political Memoir》. Budapest, Hungary: Central European University Press. ISBN 978-963-9241-81-7.
- Ramet, Sabrina P. (2006). 《The Three Yugoslavias: State-Building And Legitimation, 1918–2006》. Bloomington, Indiana: Indiana University Press. ISBN 978-0-253-34656-8.

저널 논문
- Hrastović, Ivica (December 2006). “Zauzimanje vojarni JNA u Varaždinu i predaja 32. varaždinskog korpusa JNA” [Capture of the JNA barracks in Varaždin and surrender of the 32nd Varaždin Corps of the JNA]. 《Polemos: Journal of Interdisciplinary Research on War and Peace》 (크로아티아어) (Croatian Sociological Association and Jesenski & Turk Publishing House) 9 (18): 119–135. ISSN 1331-5595.
- Karaula, Željko (June 2007). “Osvajanje vojarne JNA "Božidar Adžija" u Bjelovaru 1991. godine” [Capture of "Božidar Adžija" JNA barracks in Bjelovar in 1991]. 《Journal of Contemporary History》 (크로아티아어) (Croatian Institute of History) 39 (1): 7–24. ISSN 0590-9597.
- Škvorc, Đuro (February 2010). “Zapadna Slavonija uoči i u Domovinskom ratu do studenoga 1991. godine” [Western Slavonia on the eve of and in the Croatian War of Independence, till November 1991]. 《Cris: Journal of the Historical Society of Križevci》 (크로아티아어) (The Historical Society of Križevci) 11 (1): 116–126. ISSN 1332-2567.

뉴스 르포
- “15. rujna 1991. počeli varaždinski dani rata” [Varaždin Days of War Began on 15 September 1991] (크로아티아어). Radio Varaždin. 2011년 9월 15일. 2016년 3월 4일에 원본 문서에서 보존된 문서. 2014년 11월 14일에 확인함.
- “Akcija koja je promijenila tijek rata u Hrvatskoj” [Operation Which Changed the Course of War in Croatia] (크로아티아어). 2011년 9월 26일.
- Engelberg, Stephen (1991년 3월 3일). “Belgrade Sends Troops to Croatia Town”. 《The New York Times》. 2013년 10월 2일에 원본 문서에서 보존된 문서.
- Flego, Miroslav (2011년 5월 10일). “General Vlado Trifunović će pravdu potražiti i u Hrvatskoj” [General Vlado Trifunović will seek justice in Croatia too]. 《Večernji list》 (크로아티아어). 2013년 12월 6일에 원본 문서에서 보존된 문서.
- Mandić, Sandra (2010년 5월 24일). “Generale, voljno!” [General! At ease!] (세르비아어). B92.
- “Roads Sealed as Yugoslav Unrest Mounts”. 《The New York Times》. Reuters. 1990년 8월 19일. 2013년 9월 21일에 원본 문서에서 보존된 문서.
- Pašalić, Davor (2003년 10월 21일). “Htjeli su da poginem da dokažu da su Hrvati genocidni” [They wanted me to get killed to prove that Croats are genocidal]. 《Nacional》 (크로아티아어). 2012년 7월 17일에 원본 문서에서 보존된 문서.
- Radosavljevic, Zoran; Peto, Sandor (2012년 11월 14일). “Croatia's deputy PM quits after jail sentence”. Reuters.
- Skočibušić, Kristijan (2013년 4월 9일). “General bivše JNA Vladimir Trifunović traži novo suđenje” [Former JNA General Vladimir Trifunović seeks new trial]. 《Večernji list》 (크로아티아어). 2013년 12월 2일에 원본 문서에서 보존된 문서.
- Štimec, Goran (2013년 9월 18일). “Ne sviđa mi se izvrtanje povijesnih činjenica” [I Do Not Like Distortions of Historical Facts] (크로아티아어). Varaždinske Vijesti.
- Sudetic, Chuck (1991년 4월 2일). “Rebel Serbs Complicate Rift on Yugoslav Unity”. 《The New York Times》. 2013년 10월 2일에 원본 문서에서 보존된 문서.
- “Umro general bivše JNA Vladimir Trifunović” [Former JNA General Vladimir Trifunović Dies]. 《Radio Television of Serbia》 (세르비아어). 2017년 1월 17일.
- Žabec, Krešimir (2011년 5월 28일). “Tus, Stipetić, Špegelj i Agotić: Dan prije opsade Vukovara Tuđman je Imri Agotiću rekao: Rata neće biti!” [Tus, Stipetić, Špegelj and Agotić: A day ahead of the siege of Vukovar, Tuđman said to Imra Agotić: There will be no war!]. 《Jutarnji list》 (크로아티아어). 2012년 4월 21일에 원본 문서에서 보존된 문서.

기타 출처
- “The Prosecutor vs. Milan Martic – Judgement” (PDF). International Criminal Tribunal for the former Yugoslavia. 2007년 6월 12일.